# Suicidio en España

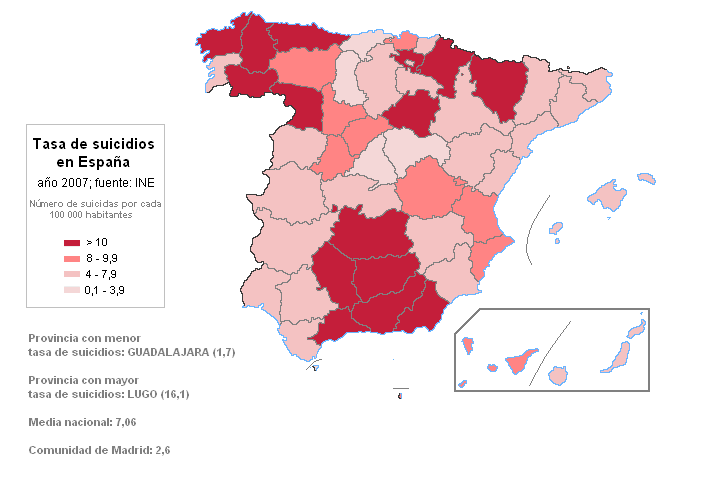
Índice de suicidio en España de 2007. Datos del Instituto de Estadística.

El suicidio en España es una de las principales causas de muerte en el país. En 2018 afectó a 7,54 personas por cada 100 000. Entre los factores que influyen en el suicidio se incluyen el desempleo y las presiones sociales entre otros problemas que suelen desembocar en un diagnóstico de depresión. 
La tasa de suicidios en España es más baja que la media de la Unión Europea, que es de 10,75 personas por cada 100 000 (datos de 2016).
El año 2020 fue el año con más suicidios registrado en la historia de España desde que se tienen datos (año 1906).

## Estadísticas
Desde el año 2008, y debido al descenso de las muertes en carretera, el suicidio ha pasado a constituir la primera causa de muerte violenta -o externa- en España, por delante de los accidentes de tráfico.

### Distribución por sexo y edad
Según datos del INE, de todos los suicidios ocurridos en España, aproximadamente la tasa de hombres y de mujeres que lo cometen es de 3 hombres por cada mujer. A continuación se muestra la evolución del número de suicidios a lo largo de los años, tanto en la población total como según el sexo:
| Año  | Hombres | Mujeres | Total |
| ---- | ------- | ------- | ----- |
| 1980 | 1237    | 415     | 1652  |
| 1981 | 1268    | 450     | 1718  |
| 1982 | 1336    | 515     | 1851  |
| 1983 | 1593    | 588     | 2181  |
| 1984 | 1836    | 657     | 2493  |
| 1985 | 1829    | 685     | 2514  |
| 1986 | 2032    | 723     | 2755  |
| 1987 | 2017    | 787     | 2804  |
| 1988 | 2150    | 810     | 2960  |
| 1989 | 2213    | 774     | 2987  |
| 1990 | 2135    | 804     | 2939  |
| 1991 | 2139    | 777     | 2916  |
| 1992 | 2104    | 682     | 2786  |
| 1993 | 2283    | 754     | 3037  |
| 1994 | 2429    | 742     | 3171  |
| 1995 | 2408    | 749     | 3157  |
| 1996 | 2451    | 869     | 3320  |
| 1997 | 2526    | 847     | 3373  |
| 1998 | 2499    | 762     | 3261  |
| 1999 | 2410    | 808     | 3218  |
| 2000 | 2574    | 819     | 3393  |
| 2001 | 2430    | 759     | 3189  |
| 2002 | 2554    | 817     | 3371  |
| 2003 | 2650    | 828     | 3478  |
| 2004 | 2651    | 856     | 3507  |
| 2005 | 2570    | 829     | 3399  |
| 2006 | 2512    | 734     | 3246  |
| 2007 | 2463    | 800     | 3263  |
| 2008 | 2676    | 781     | 3457  |
| 2009 | 2666    | 763     | 3429  |
| 2010 | 2468    | 690     | 3158  |
| 2011 | 2435    | 745     | 3180  |
| 2012 | 2724    | 815     | 3539  |
| 2013 | 2911    | 959     | 3870  |
| 2014 | 2938    | 972     | 3910  |
| 2015 | 2680    | 922     | 3602  |
| 2016 | 2662    | 907     | 3569  |
| 2017 | 2718    | 961     | 3679  |
| 2018 | 2619    | 920     | 3539  |
| 2019 | 2771    | 900     | 3671  |
| 2020 | 2938    | 1011    | 3941  |
| 2021 | 2982    | 1021    | 4003  |
| 2022 | 3042    | 1051    | 4097  |
| 2023 | 3126    | 1101    | 4227  |
| 2024 | 3044    | 1072    | 4116  |

De igual manera, se muestran los datos de 2018 relativos a las proporciones de suicidio entre hombres y mujeres por tramos de edad:
| Tramo de edad (años) | Menores de 14 | 15 a 19 | 20 a 24 | 25 a 29 | 30 a 34 | 35 a 39 | 40 a 44 | 45 a 49 | 50 a 54 | 55 a 59 | 60 a 64 | 65 a 69 | 70 a 74 | 75 a 79 | 80 a 84 | 85 a 89 | 90 a 94 | Mayores de 95 |
| -------------------- | ------------- | ------- | ------- | ------- | ------- | ------- | ------- | ------- | ------- | ------- | ------- | ------- | ------- | ------- | ------- | ------- | ------- | ------------- |
| Hombres              | 4             | 52      | 68      | 830     | 133     | 176     | 236     | 298     | 280     | 275     | 196     | 164     | 160     | 129     | 167     | 134     | 56      | 8             |
| Mujeres              | 3             | 18      | 22      | 250     | 33      | 54      | 79      | 95      | 97      | 106     | 77      | 75      | 70      | 44      | 61      | 41      | 17      | 3             |
| Relación (hbs/muj)   | 1,33          | 2,88    | 3,09    | 3,32    | 4,03    | 3,25    | 2,98    | 3,13    | 2,88    | 2,59    | 2,54    | 2,18    | 2,28    | 2,93    | 2,73    | 3,26    | 3,29    | 2,66          |

### Causas
El Instituto Nacional de Estadística (INE) elaboró informes estadísticos anuales sobre el suicidio entre 1906 y 2006. A partir de 2007 dejó de hacerlo, citando como motivo los estándares internacionales sobre la materia. Debido a ello, el INE no facilita datos desagregados sobre las causas del suicidio, y solamente obtiene información estadística sobre el suicidio como causa de muerte en las estadísticas de defunciones.
De acuerdo con el Congreso Nacional de Psiquiatría celebrado en Bilbao en septiembre de 2012, los problemas económicos son la primera causa de suicidio, con el 32%, seguidos del desamor y los problemas de pareja (25,8%), los problemas psiquiátricos (19,1%) y los conflictos familiares (11,2%).

#### Suicidios a consecuencia de la crisis económica de 2008-2014
Durante la crisis económica de 2008-2014, los suicidios suscitaron una mayor alarma social y recibieron una renovada atención mediática, sobre todo en los casos en los que fueron consecuencia directa o indirecta de un desahucio o ejecución de hipoteca por impago de la hipoteca o alquiler. Según estadísticas del primer trimestre de 2012, cada día 517 desahucios tuvieron lugar en España; había 101.034 desahucios en total en 2012.

## Legislación
En España el suicidio no es un delito, pero sí se castiga su facilitación o instigación por parte de terceros. El artículo 143 del Código Penal español reza que «[e]l que induzca al suicidio de otro será castigado con la pena de prisión de cuatro a ocho años».

## Ayuda prevención del suicidio en España
El Teléfono de la Esperanza ofrece ayuda telefónica y psicológica ininterrumpidamente para prevenir el suicidio. En mayo de 2022, el Gobierno de España, a través del ministerio de Sanidad, puso en marcha una «línea de atención a la conducta suicida», el 024, atendido por especialistas en emergencia de la Cruz Roja. Durante su primera jornada de implementación, el teléfono recibió más de mil llamadas.